# Michele Serra (1905)
Michele Serra (Messina, 1905 – Milano, 26 luglio 1963) è stato un giornalista e saggista italiano.

## Biografia
Già redattore capo de Il Popolo d'Italia, fece parte anche delle redazioni de La Stampa e del Corriere della Sera. Nel dopoguerra abbandonò l'attività redazionale dedicandosi al servizio di inviato e alla letteratura. Fu direttore dal 23 maggio 1954 al 19 gennaio 1958 de L'Europeo e dal 1º gennaio 1961 al 2 febbraio 1963 di Radiocorriere TV. Fu anche controllore delle pubbliche relazioni della Rai e consulente di alcune case editrici. 
Autore di alcuni libri, si interessò particolarmente all'Ottocento, del quale ha lasciato un singolare ritratto, Il secolo coi baffi; alla Belle Époque, altra epoca da lui apprezzata, dedicò L'allegro borghese. Pubblicò anche alcune antologie giornalistiche, caratterizzate da una coloritura nostalgico-crepuscolare, in cui volle sintetizzare fatti e personaggi dell'epoca contemporanea.

## Opere
- Michele Serra, Questo strano secolo : vita privata degli italiani dal 1901 al 1960, Milano, Rizzoli, 1960.
- Michele Serra, Il secolo coi baffi : storia curiosa dell'Ottocento, Bologna, Cappelli, 1962.
- Michele Serra, Sessant'anni in un'ora, Milano, Domus, 1962.
- Michele Serra, L'allegro borghese : storia della Belle epoque nella caricatura mondiale, a cura di Emilio Radius, Bologna, Cappelli, 1965.